# 6479 Leoconnolly
A 6479 Leoconnolly (ideiglenes jelöléssel 1988 LC) a Naprendszer kisbolygóövében található aszteroida. Eleanor F. Helin fedezte fel 1988. június 15-én.